# Bhadrawahi jezik
Bhadrawahi jezik (baderwali, badrohi, bahi, bhadarwahi, bhaderbhai jamu, bhaderwali pahari, bhadrava, bhadri; ISO 639-3: bhd), indoarijski jezik zapadnopaharske podskupine, kojim govori 53 000 ljudi (2002) u gradu Bhadarwah i okolnim selima, Jammu i Kashmir, Indija.
Dijalekti su mu bhalesi i padari (padar). U upotrebi su i hindski [hin], urdu [urd] ili kašmirski jezik [kas]. Piše se arapskim pismom i devanagarijem.

## Vanjske poveznice
- Ethnologue (14th)
- Ethnologue (15th)